# Мейкън (окръг, Илинойс)
Окръг Мейкън (на английски: Macon County) е окръг в щата Илинойс, Съединени американски щати. Площта му е 1515 km², а населението - 115 092 души (2000). Административен център е град Дикейтър.